# HMS Acheron (H45)
Pour les autres navires du même nom, voir HMS Acheron.
Le HMS Acheron (H45) est un destroyer de classe A lancé pour la Royal Navy en 1930. Durant la Seconde Guerre mondiale, il participe à l'escorte de plusieurs convois alliés de débarquement lors de l'attaque de la Norvège par les Allemands. Il saute sur une mine allemande le 17 décembre 1940, au large de l'île de Wight.

## Histoire
Le 28 août 1940, le destroyer est gravement endommagé dans le port de Portsmouth lors d'un bombardement allemand. Sa poupe détruite, les réparations sont terminées en décembre 1940.